# Yohei Iwasaki
Yohei Iwasaki (født 24. marts 1987) er en tidligere japansk fodboldspiller.
Han har spillet for flere forskellige klubber i sin karriere, herunder Albirex Niigata og FC Gifu.